# Болотовськ
Боло́товськ (рос. Болотовск) — село у складі Кваркенського району Оренбурзької області, Росія.

## Населення
Населення — 70 осіб (2010; 89 у 2002).
Національний склад (станом на 2002 рік):
- росіяни — 80 %